# Mgła (film 1980)
Mgła (ang. The Fog) – amerykański film fabularny (horror) z 1980 w reżyserii Johna Carpentera. W filmie wystąpiło wielu aktorów wcześniej współpracujących z Carpenterem lub też występujących w jego kolejnych produkcjach.
W 2005 powstał remake filmu Mgła pod tym samym tytułem w reżyserii Ruperta Wainwrighta.

## Fabuła
Dziwnie wyglądająca mgła nawiedza przybrzeżne amerykańskie miasteczko Antonio Bay dokładnie sto lat po tym, jak pewien żaglowiec rozbił się w tym miejscu o skały.

## Obsada
- Adrienne Barbeau jako Stevie Wayne
- Jamie Lee Curtis jako Elizabeth Solley
- Janet Leigh jako Kathy Williams
- Tom Atkins jako Nick Castle
- Nancy Loomis jako Sandy Fadel
- Charles Cyphers jako Dan O’Bannon
- Hal Holbrook jako Ojciec Malone

i inni.